# صفائية
الصفائية أو الصفوية تسمية جامعة لعدد كبير من النقوش المكتشفة في شمال المملكة العربية السعودية وبادية الشام وما جاورها العائدة إلى ما بين 100 ق.م و400 م. نسبة إلى تلال صفا الواقعة شرقي اللجاة في حوران.

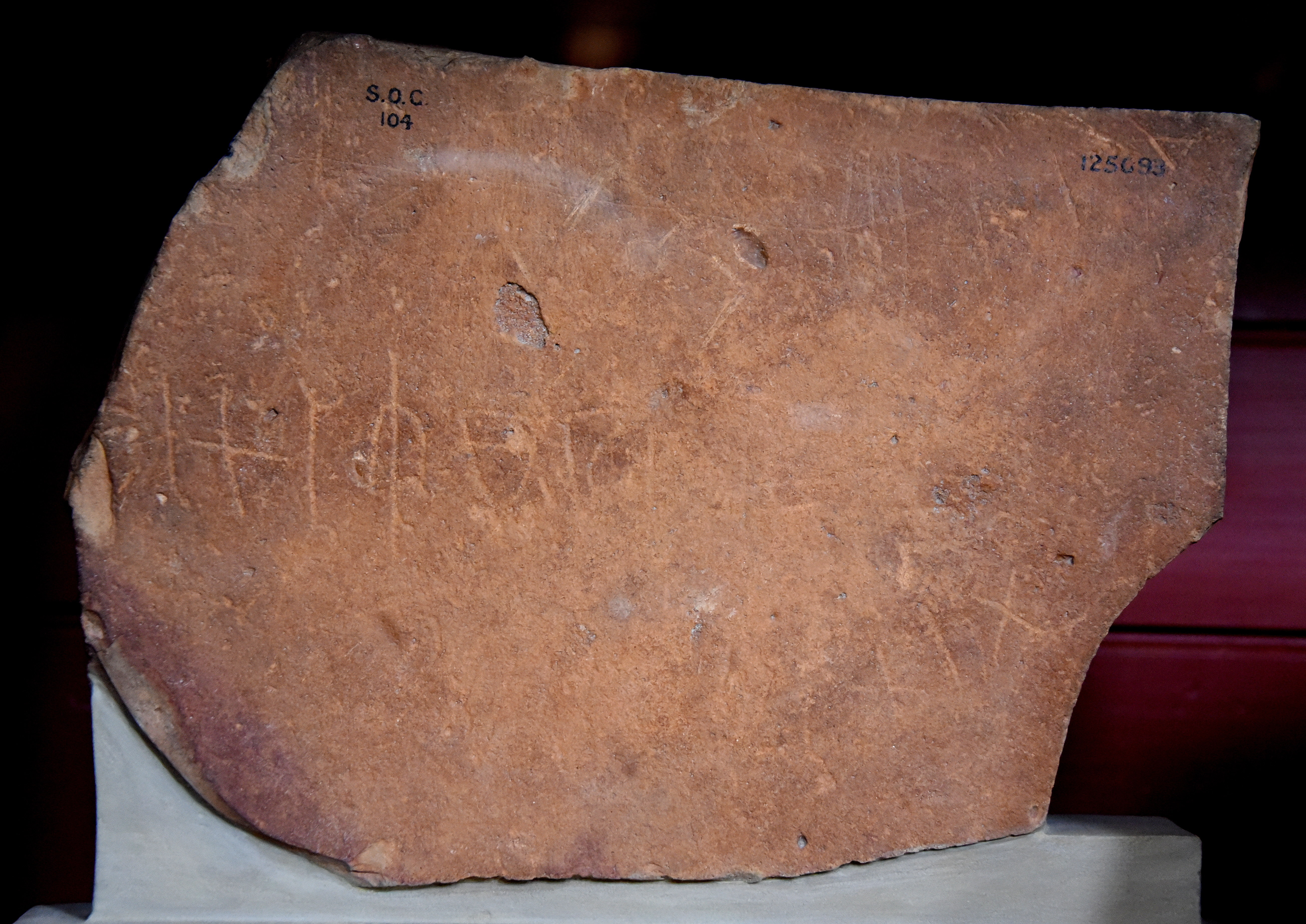
نقش صفائي يظهر شكل جمل على قطعة من الحجر الرملي الأحمر، من الصفا، يوجد الآن في المتحف البريطاني

## الحقبة
وفقًا لبعض الكتابات والنقوش الصخرية الصفوية المشتملة على تواريخ محلية أو أحداث تاريخية معروفة في أن النقوش والكتابات الصفائية التي عثر عليها حتى الآن تعود للفترة التاريخية المحصورة بين القرن الأول قبل الميلاد حتى عام 614 م. بينما يرى مؤرخون آخرون أن الصفائية اختفت نهاية القرن الرابع الميلادي بعد سيطرة الدولة الغسانية في صحاري شمال السعودية وبدايه اختفاء سيطرة قبائل الصفائية وقوتها.

## التاريخ
كتبت النقوش الصفائية بخط المسند لكن طريقة الكتابة وشكل بعض الحروف تغيرت قليلا عن النقوش المسندية التقليدية، وهذه النقوشِ المكتشفة غالباً كتبت مِن قِبل الأقوام الجزرية الساكنة في بادية الشام. سميت بالنقوش الصفائية نسبة إلى منطقة الصفا. وترجع إلى القرنين الأول والثاني بعد الميلاد. حيث اكتشفت أول مرة عام 1857 في المنطقة الجنوبية الشرقيةِ لسوريا. سُجّل 30,000 نقشٍ مكتشفٍ حتى الآن في بادية سوريا والأردن، وتمثل تلك النقوش لهجات عربية جزرية، فمن الأفعال المنقولة منها: ندم تشوّق لعن نهل سمع عَوٍر قتل رعى، ومن الأسماء: فرس ضأن خال خِلّ خمسة كبير مِعْزَى سطر عشيرة ضيف رواح ثلج قبر ضريح، ومن أسماء الأعلام: أذينة إياس جمال همام وهب ورد حبيب سالم سميع سريّ سعد.

## اللهجة
تتميز تلك اللهجات مع النقوش الثمودية بأداة التعريف، التي هي في النقوش الثمودية والصفوية والدادانية (الهاء) وفي اللغة المعينية والعبرية، وأما في اللغة العربية والنبطية يستعمل (الألف واللام) في بداية الكلمات، فنستطيع أن نفرق إذاً بين لهجات الهاء ولهجات الألف واللام، مثال ذلك (هـ م ل ك) عند أهل ناحية الصفاة بمعنى الملك، ولكن كان العرب والنبط يستعملون الألف واللام مع الكلمات والأسماء العربية المعرّفة.

### الحروف
| الحرف | الحرف | الاسم | النطق (أصد) | بالعربية | باللاتينية | باللاتينية     | باللاتينية |
| عادي  | مربع  | الاسم | النطق (أصد) | بالعربية | OCIANA     | ويننت وهاردينج | SSHB       |
| ----- | ----- | ----- | ----------- | -------- | ---------- | -------------- | ---------- |
|       |       | alif  |             | أ        | ʾ          | ʾ              | ʾ          |
|       |       | ayn   |             | ع        | ʿ          | ʿ              | ʿ          |
|       |       | ba    |             | ب        | b          | b              | b          |
|       |       | dal   |             | د        | d          | d              | d          |
|       |       | dhal  |             | ذ        | ḏ          | ḏ              | ḏ          |
|       |       | dad   |             | ض        | ḍ          | ḍ              | ḍ          |
|       |       | fa    |             | ف        | f          | f              | f          |
|       |       | gim   |             | ج        | g          | g              | g          |
|       |       | ghayn |             | غ        | ġ          | ġ              | ġ          |
|       |       | ha    |             | ه        | h          | h              | h          |
|       |       | hha   |             | ح        | ḥ          | ḥ              | ḥ          |
|       |       | kha   |             | خ        | ẖ          | ẖ              | ẖ          |
|       |       | kaf   |             | ك        | k          | k              | k          |
|       |       | lam   |             | ل        | l          | l              | l          |
|       |       | mim   |             | م        | m          | m              | m          |
|       |       | nun   |             | ن        | n          | n              | n          |
|       |       | qaf   |             | ق        | q          | q              | q          |
|       |       | ra    |             | ر        | r          | r              | r          |
|       |       | shin  |             | ش        | s¹         | s              | s          |
|       |       | sad   |             | ص        | s²         | š              | ś          |
|       |       | sin   |             | س        | ṣ          | s              | s          |
|       |       | ta    |             | ت        | t          | t              | t          |
|       |       | tha   |             | ث        | ṯ          | ṯ              | ṯ          |
|       |       | tta   |             | ط        | ṭ          | ṭ              | ṭ          |
|       |       | waw   |             | و        | w          | w              | w          |
|       |       | ya    |             | ي        | y          | y              | y          |
|       |       | zayn  |             | ز        | z          | z              | z          |
|       |       | za    |             | ظ        | ẓ          | ẓ              | ẓ          |

## المحتوى
معظم النقوش الصفائية جرافيتية تعكس اهتمامات الناقش في وقته: توافر الرعي لقطيعه من الإبل، أو الحداد على اكتشاف نقش آخر من قبل شخص مات منذ ذلك الحين، أو ببساطة سرد أنسابه وذكر أنه صنع النقش. يعلق آخرون على الغارات ويصلون من أجل الغنائم، أو يذكرون الممارسات الدينية. هناك بعض النقوش المعروفة كتبت من قبل نساء. تصاحب النقوش أحيانًا فن صخري، وتظهر مشاهد صيد أو معارك وجمال وخيول وراكبيها أو مشاهد مخيمات أو شخصيات نسائية في بعض الأحيان.
ذكرت النقوش الصفائية المكتشفة في المملكة العربية السعودية بعض معبودات القبائل الصفائية منها: اللات, ذو الشرى أو ذشر، رضو أو رضى. حيث ذكرى المعبود اللات منفردًا بغدير أو وادي بدينة ووادي عرعر والعويصي. بينما ذكر معبود ذو الشرى أو ذشر في وادي بدينة ووادي عرعر والشاظي ورجلة بدينة أما المعبود رضو فذكر في نقش واحد فقط ويقع في رجلة بدينة.
كما ذكرت بعض أسماء القبائل الصفائية من النقوش المكتشفة بمنطقة الحدود الشمالية من السعودية مثل:
- قبيلة بر (يقابلها بالعربية قبيلة بر بن كعب من لخم القحطانية, بنو بر بن كعب بن غنيم بن كليب).
- قبيلة بلقي (يقابلها بالعربية قبيلة بلقين).
- قبيلة تيم (نفس الاسم في العربية وهي أحد بطون بكر بن وائل ويطلق نفس الاسم على إحدى قبائل ضبة وبني تيم أخرى من بطون قبيلة طيء).
- قبيلة حر الوارد وورد ذكرها في موقع بدنه (يقابله بالعربية قبيلة حور أحد بطون قبيلة طي القحطانية).

## مواقع النقوش الصفائية
- وادي الشاظي الواقع في الشمال الغربي من مدينة عرعر بالمملكة العربية السعودية.
- وادي الغرابة شمال السعودية حيث عثر فيه على كتابات ونقوش صفوية بالإضافة إلى بعض الرسومات الصخرية لأشكال آدمية ووسوم قبلية.
- وادي الصفاوي بمنطقة الحدود الشمالية من السعودية.
- موقع العويصي بمنطقة الحدود الشمالية من السعودية.
- موقع غدير بدينة أو وادي بدينة بمنطقة الحدود الشمالية من السعودية.
- وادي عرعر بمنطقة الحدود الشمالية من السعودية.
- مقر العوة بمنطقة الحدود الشمالية من السعودية حيث عثر بالموقع على نحو 123 نصًا صفويًا[4]
- غرب مدينة عرعر بالسعودية حيث تم اكتشافها من عمال شركة أرامكو, تتضمن نصوصًا صفوية تتوزع على 12 صخرة قدمت أسماء أعلام تعرف للمرة الأولى في هذا النوع من الكتابات كما قدمت مفردات صفوية جديدة.
- جنوب مدينة طريف بالسعودية بمسافة تصل إلى 20 كيلو متر.
- مدينة عرعر حيث عثر فيها على 226 نصًا صفويًا موزعة على 56 صخرة.
- 58 نصًا صفويًا من ستة مواقع بمنطقة الجوف الواقعة شمال السعودية.[12]

## وصلات خارجية
- معلومات حول مشروع قاعدة بيانات الصفائية
- معرض نقوش صفائية
- كتابات عربية جنوبية في سوريا - اتحاد الكتاب العرب في دمشق.